# Rio Erjixe
O rio Erjixe (em turco: Erciş çayı[a]) ou Archexe (em armênio: Արճեշ; romaniz.: Arčeš) é um rio do planalto Armênio, na bacia do lago de Vã. Começa nas montanhas Salcanse e deságua no lago pelo norte, perto da cidade de Erjixe. O nome vem do nome da cidade.